# Tour della nazionale maschile di rugby a 15 della Scozia 1960
Nel 1960, la nazionale Scozzese di rugby union si reca per un breve tour in Sudafrica. È il primo tour ufficiale all'estero degli scozzesi nell'emisfero australe. La più tradizionalista delle Union britanniche, invia la sua squadra in Sud Africa. Malgrado la sconfitta nell'unico test, il tour sarà più che soddisfacente.

## La squadra
- Manager

R.Shaw e C.Drummond
- Estremo:

R.Chisolm (Melrose)
- Tre quarti

P. Burnet (London Scottish)

R.Cowan (Selkirk)

T.MC Clung (Edimburg Academicals)

A. Smith (Cambridge University)

G.Stevenson (Hawick)

R. Thomspson (London Scottish)
- Mediani

A.Hastie (Melrose)

R.Shilinghaw (Gala)

G.Waddel (London Scottish) (cap.)
- Avanti

N.Bruce (Blackheath)

H.Mc Leod (Hawick)

D.Edwards (Heriot's FP)

T.Grand (Hawick)

W.Hart (Melrose)

J.Kemp (Glashow High School)

J. Neill (Edimburg Academicals)

D. Rollo (Howe of Fife)

C.Stewart (Kelso)

F. ten Bos (Oxford University)

R.Tollervey (Heriot's FP)

## Il test match
| Arbitro: | Albert Strasheim |

| |            | |
| van Jaarsveldt, van Zyl 2 Gericke | mt         | Bruce, Smith |
| Gerber 3 | tr         | Smith 2 |
| 15.Mickey Gerber, 14.Jannie Engelbrecht, 13.John Gainsford, 12.Ian Kirkpatrick, 11.Robert Twigge, 10.Dave Stewart, 9.Mannetjies Gericke, 8.Doug Hopwood, 7.Des van Jaarsveldt (cap), 6.Hugo van Zyl, 5.Johan Claassen, 4.Peter Allen, 3.Martiens Bekker, 2.Bertus van der Merwe, 1.Dougie Holton | Formazioni | 15.Robin Chisholm, 14.Arthur Smith, 13.George Stevenson, 12.Patrick Burnet, 11.Ronald Thomson, 10.Gordon Waddell (cap), 9.Brian Shillinglaw, 8.Thomas Grant, 7.David Edwards, 6.Walter Hart, 5.Hamish Kemp, 4.Frans Bos, 3.Hugh McLeod, 2.Norman Bruce, 1.David Rollo |